# Піскорська Єлизавета Володимирівна
Єлизавета Володимирівна Піско́рська (нар. 6 жовтня 1903, Ніжин — пом. 5 жовтня 1978, Київ) — український радянський графік і педагог.

## Біографія
Народилася 6 жовтня 1903 року в місті Ніжині (тепер Чернігівська область, Україна) в сім'ї історика Володимира Піскорського. Сестра художника Костянтина Піскорського. 1930 року закінчила Київський художній інститут (педагоги — Федір Кричевський, Вадим Меллер, Михайло Бойчук, Софія Налепинська-Бойчук).
Померла в Києві 5 жовтня 1978 року.

## Твори
- «На пасовищі» (1920-ті);
- «Ескіз килима» (1920-ті);
- «Форзац» (1920-ті).